# سکاو
سکاو (به آلمانی: Seckau) یک شهرک در اتریش است که در اشتایرمارک واقع شده‌است.

## خصوصیات
سکاو ۱٬۳۰۰ نفر جمعیت دارد.